# پروژه برق آبی تاماکشی علیا
پروژه برق آبی تاماکشی علیا (به لاتین: Upper Tamakoshi Hydroelectric Project) یک نیروگاه جریانی روزمینی در نپال است که در Gaurishankar Conservation Area, Dolakha District واقع شده‌است.